# Sexey-aux-Forges
Sexey-aux-Forges is een gemeente in het Franse departement Meurthe-et-Moselle in de regio Grand Est. De gemeente telde 724 inwoners op 1 januari 2022.

## Geschiedenis
De gemeente werd werd op 22 maart 2015 overgeheveld naar het kanton Pont-à-Mousson toen het het kanton Toul-Sud, waar de gemeente deel van uitmaakte, werd opgeheven. Op 1 januari 2023 werden de grenzen van de arrondissementen in het departement aangepast waardoor de gemeente alsnog overging van het arrondissement Toul naar het arrondissement Nancy.

## Geografie
De oppervlakte van Sexey-aux-Forges bedraagt 14,2 km², de bevolkingsdichtheid is 42,9 inwoners per km².
De onderstaande kaart toont de ligging van Sexey-aux-Forges met de belangrijkste infrastructuur en aangrenzende gemeenten.

## Demografie
Onderstaande figuur toont het verloop van het inwonertal (bron: INSEE-tellingen).